# 海姆達爾 (漫威漫畫)
海姆達爾（英語：Heimdall），是漫威漫畫中出現的虛構角色，原形為北歐神話中的海姆達爾，由史丹·李、拉里·李伯和傑克·科比所創作。海姆達爾首次於《神秘之旅》第85期中登場。
真人電影、《雷神索爾2：黑暗世界》、《復仇者聯盟2：奧創紀元》、《雷神索爾3：諸神黃昏》、《復仇者聯盟3：無限之戰》及《雷神索爾：愛與雷霆》由伊卓瑞斯·艾巴飾演。

## 人物
海姆達爾被稱為「光之神」和「破曉之神」，是希芙的哥哥，負責看守彩虹橋的阿斯加德的守護神，為人忠誠、正義且富責任感。

## 其他媒體

### 電視
- 《Q版大英雄》：第一季由史蒂芬·布魯姆（英语：Steven Blum）配音[3]、第二季由傑斯‧哈梅爾（英语：Jess Harnell）配音。
- 《復仇者聯盟：史上最強英雄戰隊》：由J·B·勃朗（英语：J. B. Blanc）配音。
- 《復仇者聯盟：正義出擊（英语：Avengers Assemble (TV series)）》：由詹姆斯·C·馬西斯三世（英语：James C. Mathis III）配音。
- 《浩克與狂砸特工隊（英语：Hulk and the Agents of S.M.A.S.H.）》[4]：由克里斯·波許配音[5]。
- 《星際異攻隊（英语：Guardians of the Galaxy (TV series)）》：由凱文·麥可·理查森配音。

### 電影
- 漫威電影宇宙：由伊卓瑞斯·艾巴飾演海姆達爾。
  - （2011年）：於彩虹橋上看守門戶。
  - 《雷神索爾2：黑暗世界》（2013年）：私自協助索爾與洛基，從秘密通道前往黑暗世界。
  - 《復仇者聯盟2：奧創紀元》（2015年）：僅於索爾被溫黛·馬莫夫催眠後，所產生的幻觉中現身。
  - 《雷神索爾3：諸神黃昏》（2017年）：因叛國罪而在審訊前逃亡，直到海拉回歸並入侵聖域界時，再度現身並偷走開啟彩虹橋的劍，之後便趕去引導阿斯嘉人民疏散至秘密要塞中躲藏。
  - 《復仇者聯盟3：無限之戰》（2018年）：於臨死前，用最後的彩虹橋能量將浩克送往地球後，被手持亡刃長矛的薩諾斯殺害。
  - 《雷神索爾：愛與雷霆》（2022年）：片尾客串，歡迎到達瓦爾哈拉的珍·佛斯特，並感謝她照顧自己的兒子。

### 遊戲
- 《漫威英雄 Online》：玩家創角時可選擇海姆達爾為遊戲角色，或另付費購買。
- 《雷神索爾（英语：Thor: God of Thunder）》，由菲爾·拉瑪配音[6]。
- 《乐高漫威超级英雄》：電子遊戲，由J·B·勃朗（英语：J. B. Blanc）配音[7]。
- 《Marvel vs. Capcom 3：兩個世界的命運（英语：Marvel vs. Capcom 3: Fate of Two Worlds）》
- 《Marvel：終極聯盟（英语：Marvel: Ultimate Alliance）》，由凱姆·克拉克（英语：Cam Clarke）配音。
- 《Marvel：復仇者聯盟（英语：Marvel: Avengers Alliance）》
- 《樂高：復仇者聯盟（英语：Lego Marvel's Avengers）》
- 《MARVEL未來之戰》：手機遊戲，海姆達爾是玩家可使用角色之一。
- 《漫威超級戰爭》

## 外部連結
- Heimdall （页面存档备份，存于） 漫畫書數據庫
- Heimdall （页面存档备份，存于） 超級英雄數據庫
- Marvel Comics Database: Heimdall （页面存档备份，存于）